# Signaalmolecuul
Een signaalmolecuul of signaalstof is een chemische verbinding die de overdracht van informatie tussen levende cellen verzorgt. Deze moleculen worden door een cel afgegeven, verplaatsen zich binnen het organisme of tussen individuen, en binden uiteindelijk aan een receptor van een andere cel. Binnen de cel die het signaal ontvangt, wordt vervolgens een signaalmechanisme in gang gezet, dat ertoe leidt dat er veranderingen in die cel plaatsvinden. Voorbeelden van signaalstoffen zijn hormonen, feromonen, cytokinen en neurotransmitters.
Eenvoudig gezegd kunnen cellen dus boodschappen uit hun omgeving ontvangen door middel van signaalmoleculen. Dit is een fundamentele eigenschap van levende wezens: zowel eencellige bacteriën als meercellige eukaryoten reguleren hiermee hun fysiologie. In planten en dieren wordt communicatie tussen cellen voornamelijk verzorgd door extracellulaire signaalmoleculen. Deze opereren soms over lange afstanden (systemisch), of juist heel lokaal (paracrien, autocrien). Signaalmoleculen binden zich aan specifieke receptoren die ofwel op het oppervlak van een cel zitten, of vrij in het cytoplasma voorkomen. Dankzij de hoge specificiteit van een receptor voor een signaalmolecuul is het mogelijk dat cellen een precieze respons teweegbrengen. De taak van signaalmoleculen is de regulering van vrijwel alle fysiologische processen, zoals stofwisseling, de expressie van genen, embryonale ontwikkeling, immuunresponsen, weefselonderhoud en homeostase.

## Typen signaalmoleculen
Dierlijke cellen communiceren met elkaar door middel van zeer verschillende typen extracellulaire signaalmoleculen: eiwitten, peptiden, aminozuren, nucleotiden, steroïden, vetzuurderivaten en zelfs opgeloste gassen zoals NO. De bindingsplaats van een receptor is zo gevormd dat deze in principe alleen het signaalmolecuul in kwestie kan herkennen. De meeste signaalmoleculen zijn aanwezig in lage concentraties (veelal <10–8 M) en hun receptoren binden hen met hoge affiniteit (Kd <10–8 M). De meeste receptoren zijn transmembraaneiwitten, met een ontvangend extracellulair domein en een signalerend intracellulair domein. Sommige receptoren bevinden zich in het cytosol; het signaalmolecuul moet in dergelijke gevallen klein en hydrofoob genoeg zijn om het plasmamembraan te passeren. Steroïdhormonen zijn een bekend voorbeeld van dergelijke signaalmoleculen.

## Signaaltransductie
Wanneer een extracellulair signaalmolecuul een receptor bindt, ontstaat binnen de cel meestal een signaaltransductieketen waarin verschillende eiwitten elkaar achtereenvolgens activeren. Bij sommige signaalroutes worden dan ook binnen de cel signaalmoleculen vrijgegeven. Dergelijke signaalmoleculen zijn vaak ionen of kleine verbindingen, en worden second messengers genoemd (de ‘first messengers’ zijn de extracellulaire signaalmoleculen). Ze worden vaak in grote hoeveelheden vrijgegeven als reactie op receptoractivatie. Sommige second messengers, zoals cyclisch AMP of Ca2+, zijn wateroplosbaar en bewegen zich in het cytosol. Andere, zoals diacylglycerol, zijn vetoplosbaar en komen alleen voor in membranen. Alle second messengers binden zich uiteindelijk aan signaal- of effectoreiwitten. De afgifte van second messengers is meestal vrij gelokaliseerd binnen de cel.